# رود یائوزا
رود یائوزا (انگلیسی: Yauza) یک رودخانه در استان مسکو کشور روسیه است..